# 假陽性 (電影)
《假陽性》（英語：False Positive）是一部2021年的美國恐怖電影，由約翰·李執導，李和愛蓮娜·葛萊瑟編劇。主演是葛萊瑟、賈斯汀·塞洛克斯、皮雅斯·布士南和蘇菲亞·布希。
本片於2021年6月18日在翠貝卡電影節進行世界首映。2021年6月25日在Hulu上發行。

## 演員
- 愛蓮娜·葛萊瑟（英语：Ilana Glazer） 飾 Lucia "Lucy" Martin
- 賈斯汀·塞洛克斯 飾 Adrian Martin
- 皮雅斯·布士南 飾 Dr. John Hindle
- 宰納卜·賈（英语：Zainab Jah） 飾 Grace Singleton
- 珂茜·莫爾 飾 Dawn
- 蘇菲亞·布希 飾 Corgan
- 喬許·漢米爾頓 飾 Greg
- 凱利·奧柯因（英语：Kelly AuCoin） 飾 Dirk
- 莎賓娜·加德奇（英语：Sabina Gadecki） 飾 Nurse Rita
- 露西·華特斯（Lucy Walters） 飾 Marcy

## 製作
2019年2月，宣布愛蓮娜·葛萊瑟會在本片中演出，約翰·李和葛萊瑟負責編劇。A24公司製作。2019年3月，皮雅斯·布士南、宰納卜·賈、珂茜·莫爾、蘇菲亞·布希和喬許·漢米爾頓加入演員陣容。

### 拍攝
主體拍攝在2019年4月開始。

## 外部連結
- 互联网电影数据库（IMDb）上《假陽性》的资料（英文）